# Tethys Bay
Tethys Bay è una baia situata in Antartide, nella Dipendenza di Ross, dietro la Stazione Mario Zucchelli.